# Vincencij Bielecki
Vincencij Bielecki, poljsko-slovenski cesarsko-kraljevi uradnik, podjetnik in narodni delavec, * 9. julij 1830, Równe, † 19. oktober 1906, Gorica.